# Малый Листвен
Ма́лый Листве́н (укр. Мали́й Листве́н) — село в Репкинском районе Черниговской области Украины на реке Белоус. Население — 299 человек. Занимает площадь 1,58 км².
Код КОАТУУ: 7424484401. Почтовый индекс: 15063. Телефонный код: +380 46241.

## История
Село основано в 1662 году.
Предполагается тождественность этой местности с той, которая упоминается в древнерусских летописях под названием Листвен, в районе которого в 1024 году произошла битва при Листвене между князьями Владимировичами.

## Археологические исследования
Близ села Малый Листвен, на противоположных берегах реки Белоус находятся два городища. Исследовались в 1980—1992 годах В. П. Коваленко и А. В. Шекуном. Городища были окружены обширными открытыми селищами. При обследовании обнаружены углубленные в землю жилища, производственные ювелирные комплексы, гончарная керамика, обломки стеклянных браслетов, наконечники стрел, шиферные пряслица, украшения и другие материалы XI—XIII веков. Жизнь в Листвене продолжилась и после монгольского нашествия.

## Власть
Орган местного самоуправления — Малолиственский сельский совет. Почтовый адрес: 15063, Черниговская обл., Репкинский р-н, с. Малый Листвен, ул. Центральная,13.